# Pepe Garza
José Francisco Garza Durón (Monterrey, Nuevo León, México; 1 de diciembre de 1965), conocido  por su nombre artístico Pepe Garza, es un ex programador de radio, empresario, compositor y productor discográfico de origen mexicano y una de las figuras más reconocidas de la música regional mexicana en Estados Unidos, a quien Los Angeles Times denominó como «Starmaker».

## Biografía
Pepe Garza inició como locutor en Monterrey, Nuevo León, México hasta llegar a programador de emisoras en Guadalajara, Jalisco, México y finalmente en los Estados Unidos, donde lleva casi dos décadas al frente de la emisora la Que Buena del grupo Liberman Broadcasting en Los Ángeles, California.
Pepe es fundador y productor ejecutivo de los Premios de La Radio desde el año 2000 en donde se honra a la música regional mexicana y a sus máximos exponentes. Es creador junto con Juan Carlos Razo de Don Cheto, personaje radial, también conocido como el hombre del vozarrón. Pepe fundó Arpa Music, junto a su hermano Alejandro Garza, empresa que representa a compositores como Espinoza Paz, Luciano Luna, Horacio Palencia y Joss Favela y ha sido ganadora de premios como los Billboards en 2009 a la editorial del año y el premio BMI 2009 y 2011 a la editorial latina del año.
Pepe también ha desarrollado carrera como promotor de grandes eventos en vivo, como el reciente RECORDANDO A CHALINO XXV ANIVERSARIO, concierto en el que se rindió homenaje a Chalino Sánchez.
Pepe es conocido en el mundo de la televisión por su papel del juez implacable en las 17 temporadas del programa concurso Tengo Talento Mucho Talento, de la cadena Estrella TV.
En el ámbito de redes sociales e Internet, Pepe cuenta con su propio canal de YouTube donde su segmento Pepe's Office ha alcanzado más de 20 millones de vistas en algunos de sus videos.
Más recientemente, Pepe fue productor ejecutivo del disco tributo a Jenni Rivera, en la voz de Natalia Jiménez, Homenaje a La Gran Señora, de Sony Music Latin.
Entre sus contribuciones más representativas se encuentra "Negro y Azul" tema de su autoría, interpretada por Los Cuates de Sinaloa para la serie de televisión Breaking Bad de Sony Pictures Television.
Pepe fue nominado a un Grammy como productor de música infantil en los Premios Grammy Latinos 2001 por el actualmente desaparecido El Morro, producción musical infantil realizada junto con Tomás Rubio, también ganadora del premio suceso musical del año de la revista Furia Musical. Como compositor fue nominado al Premio Lo Nuestro del año 1993 en la categoría Canción Regional Mexicana del Año por el tema Ese Loco Soy Yo, interpretado por el grupo Liberación. En el año 2004, obtuvo el premio BMI por la canción Capricho Maldito interpretada por el grupo musical Los Rieleros del Norte. En el año 2006 también fue acreedor a este premio por la canción Estoy Enamorada, interpretada por Yolanda Pérez.

## Premios y nominaciones
| Año  | Premiación                                            | Categoría                       | Trabajo            | Resultado |
| ---- | ----------------------------------------------------- | ------------------------------- | ------------------ | --------- |
| 1993 | Premio Lo Nuestro                                     | Mejor Canción Regional Mexicana | Ese Loco Soy Yo    | Nominados |
| 1997 | American Society of Composers, Authors and Publishers | Canción del Año                 | Qué Se Te Olvidó   | Ganador   |
| 2001 | Premios Grammy Latinos 2001                           | Productor Infantil              | El Morro           | Nominado  |
| 2002 | American Society of Composers, Authors and Publishers | Canción del Año                 | Me Dicen El Coyote | Ganador   |
| 2004 | Broadcast Music, Inc.                                 | Mejor Composición               | Capricho Maldito   | Ganador   |
| 2006 | Broadcast Music, Inc.                                 | Mejor Composición               | Capricho Maldito   | Ganador   |

## Filmografía
- Tengo Talento, Mucho Talento, show de talento en Estrella TV - jurado (2009-presente)
- Pepe’s Office, show de YouTube - presentador (2015-presente)